# Raio Piiroja
Raio Piiroja (Pärnu, Estonia, 11 de julio de 1979) es un exfutbolista estonio que jugaba en la posición de defensa. Empezó jugando en el JK Tervis Pärnu, luego se fue al Flora Tallin, donde estuvo tres años. Después de ser cedido se fue al Fredrikstad FK noruego y después en el Chengdu Blades. 

## Selección nacional
Ha jugado 111 partidos con la selección de fútbol de Estonia y ha marcado 8 goles.

## Equipos
| Club                | País         | Año       |
| ------------------- | ------------ | --------- |
| Pärnu JK            | Estonia      | 1995-1996 |
| FC Lelle            | Estonia      | 1996-1999 |
| F. C. Flora Tallin  | Estonia      | 1999-2004 |
| JK Tervis Pärnu     | Estonia      | 2000      |
| FC Valga Warrior    | Estonia      | 2001      |
| Vålerenga Fotball   | Noruega      | 2003      |
| Fredrikstad FK      | Noruega      | 2004-2011 |
| Vitesse Arnhem      | Países Bajos | 2011-2012 |
| F. C. Flora Tallin  | Estonia      | 2012      |
| Chengdu Blades F.C. | China        | 2013      |
| F. C. Flora Tallin  | Estonia      | 2014      |
| Pärnu Linnameeskond | Estonia      | 2015      |

## Palmarés
- Flora Tallin: Meistriliiga 2001, 2002 Supercopa de Estonia 2002.
- Fredrikstad FK: Copa de Noruega 2006.
- Futbolista Estonio del año: 2002, 2006, 2007, 2008, 2009.

- Datos: Q375622